# Alternaria subcylindrica
Alternaria subcylindrica är en svampart som beskrevs av E.G. Simmons & R.G. Roberts 2000. Alternaria subcylindrica ingår i släktet Alternaria och familjen Pleosporaceae.   Inga underarter finns listade i Catalogue of Life.